# Васильев, Пётр Михайлович (полный кавалер ордена Славы)
Пётр Михайлович Васильев  (29 января 1914 года — 1 марта 1985 года) — старшина Рабоче-крестьянской Красной армии, участник Великой Отечественной войны. Полный кавалер ордена Славы, к моменту награждения орденом Славы I степени — старший телефонист минометной батареи 465-го стрелкового полка (167-я Сумско-Киевская дважды Краснознаменная стрелковая дивизия, 107-й Дрогобычский стрелковый корпус, 60-я армия, 4-й Украинский фронт).

## Биография
Родился Пётр Васильев 29 января 1914 года в деревне Тальцево Каевской волосости (Крестецкий уезд, Новгородская губерния, сейчас Окуловский район Новгородской области). После окончания 4 классов начальной школы работал в хозяйстве родителей, а затем в колхозе.
В 1937—1939 годы служил в Рабоче-крестьянской Красной армии. Повторно призван в апреле 1941 года. В действующей армии с первых дней Великой Отечественной войны (Западный фронт). В августе 1941 года попал в окружение, жил на оккупированной территории. С ноября 1943 года снова на фронте в Красной Армии.
В боях с 4 по 15 октября 1944 года в районе села Белая Церковь (Раховский район, Закарпатская область) телефонист минометной батареи 465-го стрелкового полка (167-я стрелковая дивизия, 1-я гвардейская армия, 4-й Украинский фронт) Васильев под огнем противника устранил повреждения на линиях связи, чем обеспечил непрерывное управление боевыми действиями подразделений. 4 ноября 1944 года награжден орденом Славы III степени.
23 ноября 1944 года в ходе прорыва немецкой обороны в районе населенного пункта Собранце (Словакия) в сложных условиях красноармеец Васильев корректировал огонь артиллерии, что способствовало спешному выполнению боевой задачи. 22 января 1945 года награжден орденом Славы II степени.
В середине апреля 1945 года старший телефонист минометной батареи Васильев в боях в районе чешского города Моравска-Острава под огнем противника устранил десятки повреждений на линиях связи. Участвуя в отражении контратак, уничтожил несколько солдат противника.
Указом Президиума Верховного Совета СССР от 29 июня 1945 года с формулировкой «за образцовое выполнение боевых заданий командования на фронте борьбы с немецкими захватчиками и проявленные при этом доблесть и мужество» красноармеец Васильев был награжден орденом Славы I степени.
В октябре 1945 года был отправлен в запас в звании старшины. Проживал в селе Руликов Васильковского района Киевской области Украинской ССР (сейчас Украина), возглавлял местный сельсовет.
Скончался Васильев 1 марта 1985 года в возрасте 71 года.

## Награды
Удостоен ряда государственных наград, среди них:
- орден Славы I степени (29 июня 1945 года, орден за номером 1640);
- орден Славы II степени (22 января 1945 года, орден за номером 9825);
- орден Славы III степени (4 ноября 1944 года, орден за номером 276732);
- медаль «За отвагу» (15 февраля 1944 года).